# 반뒤링론
《반뒤링론: 오이겐 뒤링씨가 과학에서 일으킨 변혁》(Herrn Eugen Dührings Umwälzung der Wissenschaft)은 엥겔스가 1878년에 출판한 책이다. 1875년에 독일 최초의 사회주의적 노동자 운동의 통일조직인 독일사회주의노동자당이 성립했으나 마르크스주의에 반대한 베를린 대학 사강사(私講師) 뒤링의 영향이 컸고 노동자들에게도 영향을 미치고 있었으므로, 엥겔스는 뒤링에 대한 반론을 쓸 것을 결심하였다. 뒤링은 맹인(盲人)으로 박학자, 진보파로 명성이 높았으며, 광범한 사상을 포함한 독자적 철학체계에 근거를 두고 과학의 변혁을 제창하면서 독특한 사회주의 이론을 수립하였으므로 이 책은 뒤링의 사회주의를 반박하면서 마르크스와 엥겔스의 변증법적 방법과 공산주의적 세계관을 개괄적으로 설명하고 있다.

## 내용
이 책은 서설에 이어 3편으로 구분되어 있다. 제1편：철학―마르크스 철학의 변증법의 기본적 법칙들을 설명한다. 제2편：경제학―마르크스 경제학의 개념들을 해명하여 뒤링의 정치 편중을 비판한다. 제3편：사회주의―종래의 여러 가지 사회주의를 검토하면서 유물사관을 설명하고, 자본주의 사회 자체내에 사회주의 사회로 전환하는 필연성이 있음을 지적하고, 사회주의 사회의 생산과 인간생활을 설명한다.

## 참고 자료
- 이 문서에는 다음커뮤니케이션(현 카카오)에서 GFDL 또는 CC-SA 라이선스로 배포한 글로벌 세계대백과사전의 내용을 기초로 작성된 글이 포함되어 있습니다.